# Mặt trận Giải phóng Champa
Mặt trận Giải phóng Champa (tiếng Pháp: Front pour la libération du Champa; viết tắt FLC) là một tổ chức dân tộc Chăm hoạt động tại tỉnh Ninh Thuận và Tây Nguyên Việt Nam. Tổ chức này được thành lập vào năm 1962 dưới sự lãnh đạo của viên tướng nhảy dù người Khmer gốc Chăm Les Kosem, về sau được hợp nhất với Mặt trận Giải phóng Tây Nguyên và Mặt trận Giải phóng Campuchia Krom để lập nên Mặt trận Thống nhất Đấu tranh của các Sắc tộc bị Áp bức (FULRO) vào năm 1964.